# Ostallgäu járás
Ostallgäu járás egy járás Bajorországban. Ostallgäu járás Oberallgäu, Unterallgäu, Augsburg, Kaufbeuren, Landsberg am Lech, Weilheim-Schongau, Garmisch-Partenkirchen és Reutte járásokkal határos. Lakosainak száma 114 547 fő (1987. május 25.).

## Népesség
A járás népessége az elmúlt években az alábbi módon változott:
| Lakosok száma | 105 135 | 114 547 | 134 118 | 134 771 | 135 894 | 137 709 | 138 265 | 139 278 |
|               | 1970    | 1987    | 2012    | 2013    | 2014    | 2015    | 2016    | 2017    |